# Емейзін сторіз
«Емейзін сторіз» (англ. Amazing Stories, досл. «Дивовижні історії») — американський науково-фантастичний журнал, що існував з 1926 по 2005 рік.

## Історія
Створений у 1926 році Г'юго Гернсбеком, власником компанії «Experimenter Publishing Company». Він також став першим головним редактором. Перший номер журналу побачив світ 10 березня 1926 року. У номері були надруковані як твори класиків жанру (Жюль Верн, Едгар Аллан По, Герберт Уеллс), так і твори популярних на той момент американських авторів журнальної фантастики (Остін Голл, Джордж Аллан Інгленд). Спершу журнал виходив щомісяця. В середині 1930-х років журнал почав відчувати серйозні труднощі через конкуренцію і змушений був з серпня 1935 року перейти на більш щадний графік виходу — 6 разів на рік. У червні 1938 року «Amazing» переходить у власність Ziff-Davis Publishing Complany, редакція переводиться в Чикаго, а головним редактором стає Реймонд Палмер, якому вдається з жовтня відновити щомісячний графік виходу журналу.
У 1995 році журнал практично припинив існування. У 1998 році права на назву і товарний знак «Amazing Stories» були придбані компанією Wizards of the Coast, яка перепрофілювала його в журнал, присвячений фантастичним іграм.
Останню спробу оживити журнал зробила компанія Paizo Publishing, яка випустила в 2004—2005 роках кілька номерів, орієнтованих не стільки на літературу, скільки на фантастику в інших медіа (зокрема, в кіно). Редагували ці випуски Девід Гросс (з травня 2004 року) та Джефф Берквіц (з жовтня 2004 року).
Останній номер «Amazing Stories» вийшов в квітні 2005 року, після чого Paizo Publishing оголосили про припинення видання і протягом року шукала способи продовжити випуск журналу або передати його іншим зацікавленим компаніям. Переконавшись у марності цих пошуків, компанія в березні 2006 року оголосила про остаточне припинення видання «Amazing Stories».